# Bendemiano de Bitinia
Bendemiano de Bitinia (n. Micia ¿?-512) fue un monje del siglo VI discípulo de Auxencio de Bitinia, cerca de quien vivió más de cuarenta años como ermitaño en la región de Calcedonia, en Asia menor.
Su festividad es el 1 de febrero y lo veneran la iglesia ortodoxa y las iglesias católicas orientales.